# Sauni Tongatule
Sauni Tongatule est un homme politique niuéen.

## Biographie
Il fait carrière dans l'administration publique, atteignant la fonction de directeur de l'administration du ministère de l'Agriculture, de la Sylviculture et des Pêcheries, puis directeur de l'administration du ministère de l'Environnement.
Après avoir manqué de peu de remporter un siège au Parlement aux élections législatives de 2017, il est aisément élu député aux élections de 2020. Le nouveau Premier ministre Dalton Tagelagi le nomme alors ministre des Services sociaux,, ce qui lui confère la responsabilité ministérielle pour la justice, les affaires locales, la santé, l'éducation et la jeunesse, les aides sociales, les sports, le Musée national de Niué (en) et les archives nationales.
En tant que ministre de la Santé, il doit gérer la réponse du pays à la pandémie de Covid-19, qui atteint tardivement Niué (en) en mars 2022. En 2021, il préside à la vaccination préventive de la population. En juillet 2022, les premiers cas de transmission du virus au sein de la population sont identifiés, et Sauni Tongatule recommande à la population des mesures sanitaires, mais sans imposer de confinement. En avril 2023, à la fin de son mandat, le pays a connu 800 cas de contamination à la Covid-19, dont deux cas demeurent actifs tandis que les 798 autres patients sont guéris ; 99,4 % de la population âgée de 12 ans et plus a reçu au moins une dose de vaccin, et 93 % de la population est à jour de rappel de vaccin.
Sauni Tongatule ne se représente pas aux élections de 2023, quittant ainsi la vie politique après un unique mandat de trois ans.